# آلن کاورت
آلن کاورت (به انگلیسی: Allen Covert) (زاده ۱۳ اکتبر ۱۹۶۴) بازیگر آمریکایی است.
از فیلم‌های معروف او می‌توان به بازی در خواننده عروسی ، پسر کابلی، داستان‌های زمان خواب، کله‌پوک‌ها، به دریا رفتن، ضدگلوله و تهیه کنندگی سینمایی : هفته اشاره کرد.